# 卡雷拉岛
卡雷拉岛是特立尼达和多巴哥共和国的一个岛屿。卡雷拉岛位于博卡斯德群岛与第五群岛之间的帕里亚湾，它是一个监狱岛